# Świerczewo (powiat goleniowski)
Świerczewo – wieś sołecka w Polsce położona w województwie zachodniopomorskim, w powiecie goleniowskim, w gminie Nowogard. Na przyległym północnym obszarze do wsi płynie Trzechelska Struga.
W latach 1946–1998 miejscowość administracyjnie należała do województwa szczecińskiego.